# Caccia intercettore

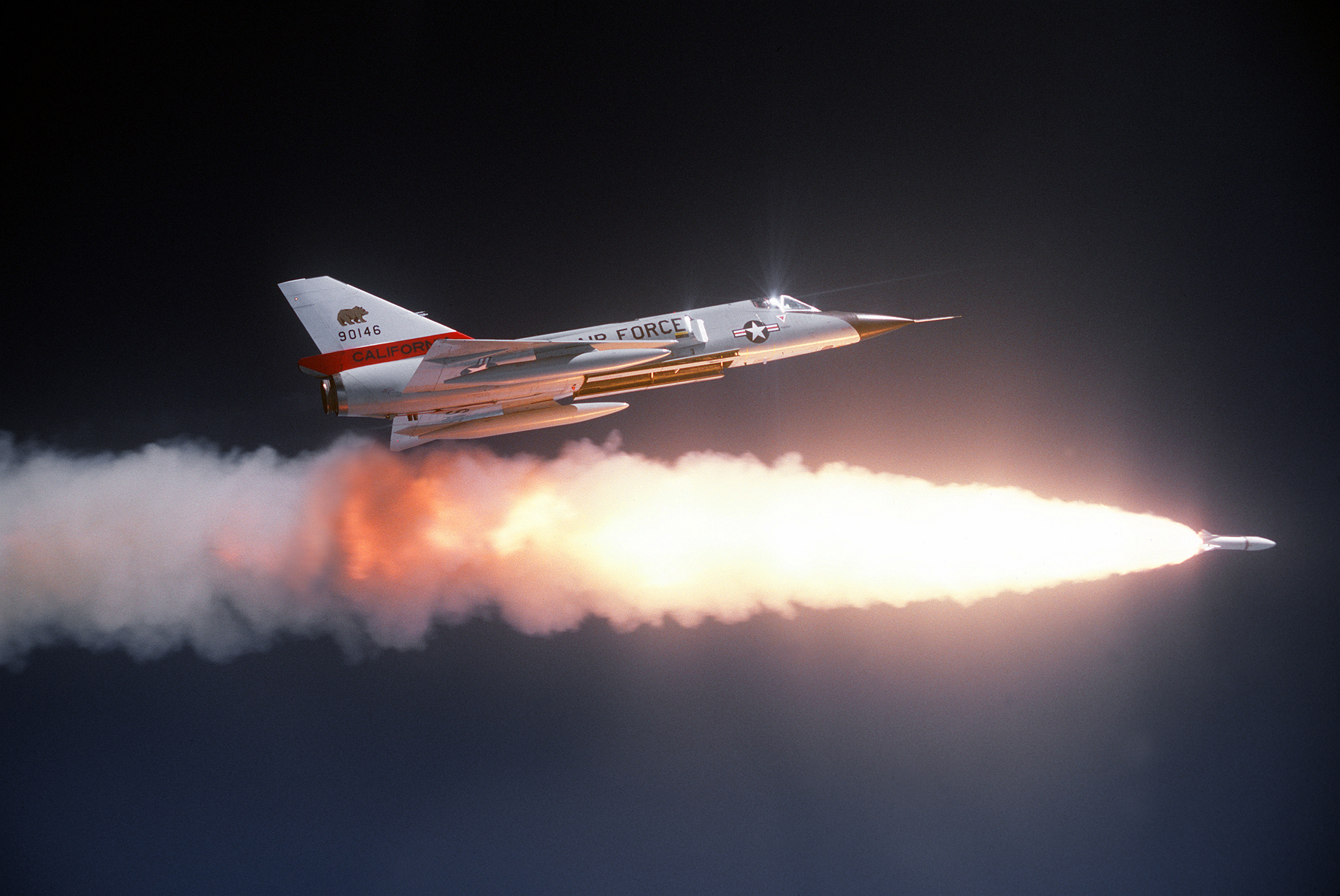
Intercettore statunitense F-106A Delta Dart mentre lancia un missile aria-aria nucleare AIR-2 Genie

Un caccia intercettore (o intercettatore) è un tipo d'aereo da caccia concepito specificamente per fermare e distruggere gli aerei nemici prima che raggiungano il loro obiettivo. Il compito principale per il quale sono impiegati solitamente è quello di impedire ai bombardieri nemici di attaccare il territorio nazionale.
Questo tipo di aereo è apparso alla fine della seconda guerra mondiale a seguito dell'avvento dei bombardieri strategici e degli ordigni nucleari. Il ruolo è diventato meno importante a partire dalla fine degli anni sessanta, a causa dell'evoluzione dei missili balistici intercontinentali impossibili da intercettare con aerei.

## Caratteristiche

### Velocità
Un intercettore deve essere il più rapido possibile per avere buone possibilità di arrestare l'avanzata degli aerei nemici prima dell'arrivo sul territorio nazionale oppure sull'obiettivo. Più precisamente, questo tipo di aerei è caratterizzato di preferenza da una velocità ascensionale elevata al fine di raggiungere nel minor tempo possibile la quota di volo dei velivoli da intercettare. Per ottenere alte velocità ascensionali, gli intercettori presentano un rapporto potenza-peso elevato, il cui valore ideale è almeno unitario.

### Equipaggiamento elettronico
La scelta per l'equipaggiamento elettronico imbarcato su di un intercettore è variabile e dipende molto dalla politica militare aeronautica del paese che l'ha progettato o lo utilizza. Generalmente, però, questo tipo di aerei è guidato e controllato da basi a terra.

### Armamento
Un intercettore deve essere in grado di abbattere anche grossi bombardieri. Per questa ragione viene dotato di armamenti pesanti tra i quali:
- razzi, fino agli anni sessanta;
- missili aria-aria, dopo gli anni sessanta.

### Prontezza operativa
In generale, un certo numero di intercettori viene mantenuto permanentemente in stato di allerta, cioè pronto al decollo pochissimo tempo dopo che i radar della difesa aerea segnalano l'avvicinamento di un aereo ostile. I velivoli che effettuano servizio su allarme hanno il pieno di combustibile, sono già armati con armi operative, hanno i sistemi di accensione già pronti e collegati e, in base allo stato di allerta militare, possono avere i piloti in attesa già a bordo o in un locale vicino agli hangar di partenza.
Durante la guerra fredda, per esempio, in Italia le basi in turno di allarme per piloti di intercettori, appena ricevuto dall'organizzazione della difesa aerea l'ordine di decollo immediato ("SCRAMBLE" in termine NATO) dovevano garantire la partenza di una coppia di velivoli in cinque minuti ("ready in five"). Dopo il decollo, un'altra coppia doveva essere pronta a subentrare nei successivi 30 minuti ("ready in 30"). Per ottenere questa prontezza operativa, i piloti e gli specialisti della manutenzione stazionavano vicino agli aerei, gli F-104 Starfighter, mettendo in atto tutta una serie di accorgimenti tecnici per risparmiare tempo prima del decollo.

## Esempi di intercettori
elenco non esaustivo
- Avro Canada CF-100
- Avro Canada CF-105 Arrow
- Shenyang J-8
- Dassault Mirage F1
- English Electric Lightning
- Gloster Javelin
- Gloster Meteor
- Panavia Tornado ADV
- Messerschmitt Me 163 "Komet"
- Heinkel He 162 "Salamander"
- Mikoyan MiG-31
- Mikoyan-Gurevich MiG-25
- Sukhoi Su-15
- Sukhoi Su-9
- Tupolev Tu-28
- Convair F-102 Delta Dagger
- Convair F-106 Delta Dart
- General Dynamics F-111 Aardvark
- Lockheed F-104 Starfighter
- Lockheed F-94 Starfire
- Lockheed P-80 Shooting Star
- Lockheed YF-12
- McDonnell F-101 Voodoo B/F
- North American F-86 Sabre D
- North American P-51 Mustang D/H
- North American P-82 Twin Mustang F/G
- Northrop F-89 Scorpion
- Northrop P-61 Black Widow C
- Republic F-84 Thunderjet
- Republic P-47 Thunderbolt D/N
- Republic XF-103